# 1324年
| 千纪： | 2千纪 |
| 世纪： | 13世纪 \| 14世纪 \| 15世纪                                                                                 |
| 年代： | 1290年代 \| 1300年代 \| 1310年代 \| 1320年代 \| 1330年代 \| 1340年代 \| 1350年代                           |
| 年份： | 1319年 \| 1320年 \| 1321年 \| 1322年 \| 1323年 \| 1324年 \| 1325年 \| 1326年 \| 1327年 \| 1328年 \| 1329年 |
| 纪年： | 甲子年（鼠年）；元泰定元年；越南大慶十一年，開泰元年；日本元亨四年，正中元年                               |

## 大事记
- 元泰定帝改年號泰定。
- 4月14日——元泰定帝立八不罕氏為皇后，立阿剌吉八為太子。
- 日本正中之變，後醍醐天皇發起倒幕運動失敗。
- 馬利帝國的國王曼薩·穆薩赴麥加朝聖，所攜帶黃金使當地金價持續低迷20年。
- 中国福建记录活最长寿的人陈俊，生于881年死于1324年，享年443岁。

## 逝世
- 1月8日——馬可·波羅，威尼斯共和國商人、旅行家及探險家。